# Caminho das Árvores
O Caminho das Árvores é um bairro de Salvador, localizado entre o Shopping da Bahia, antigo Iguatemi, e o Salvador Shopping. Originário da fazenda da família Odebrecht que a transformou em um loteamento destinado a casas de alto luxo, hoje as casas dividem o espaço com prédios residenciais do mesmo padrão - bairro de casas sem ser condomínio fechado. Apesar disso, nos últimos anos, a principal avenida do bairro (Tancredo Neves) tem sido povoada por diversas empreendimentos mistos (residencial/comercial) o que vem valorizando cada vez mais um imóvel no local. No bairro, pode-se encontrar várias alamedas em meio aos residenciais.

## História
O bairro surgiu em virtude de decreto de sua criação em 1974, um ano depois foi inaugurado o então Shopping Center Iguatemi. O bairro foi projetado para ser residencial e trafegado em 17 alamedas. Dentre estas, destaca-se a Alameda das Espatódeas, que em projeto era a única reservada para atuação comercial e a apenas um via de ligação entre avenidas, hoje é o maior polo comercial de decoração da Bahia.
Entre as ações realizadas, o governo da Bahia implantou na Pituba e no Caminho das Árvores, o projeto "Banho de Luz" que buscou restaurar e melhorar toda a iluminação pública destes locais.[carece de fontes?]
Para o ano de 2008, foi previsto uma total reforma das ruas e praças do bairro, financiada pelo governo do estado da Bahia e empresas privadas que, desde o ano de 2006, já vem 'adotando' locais no bairro em troca de livre marketing pelo Estado.[carece de fontes?]
O bairro pertencia à Região Administrativa VIII (oito), denominada "Pituba/Costa Azul".[carece de fontes?]

## Demografia
Em 2006 o bairro Caminho da Árvores tinha o Índice de Desenvolvimento Humano (IDH) de 0,968, índices favoráveis iguais ao da Noruega, que é um país desenvolvido que apresenta os melhores resultados há vários anos no ranking.
Uma pesquisa feita pelo jornal Correio em 2016 indicou que o bairro tem o quarto preço de aluguel de imóvel mais caro em Salvador.

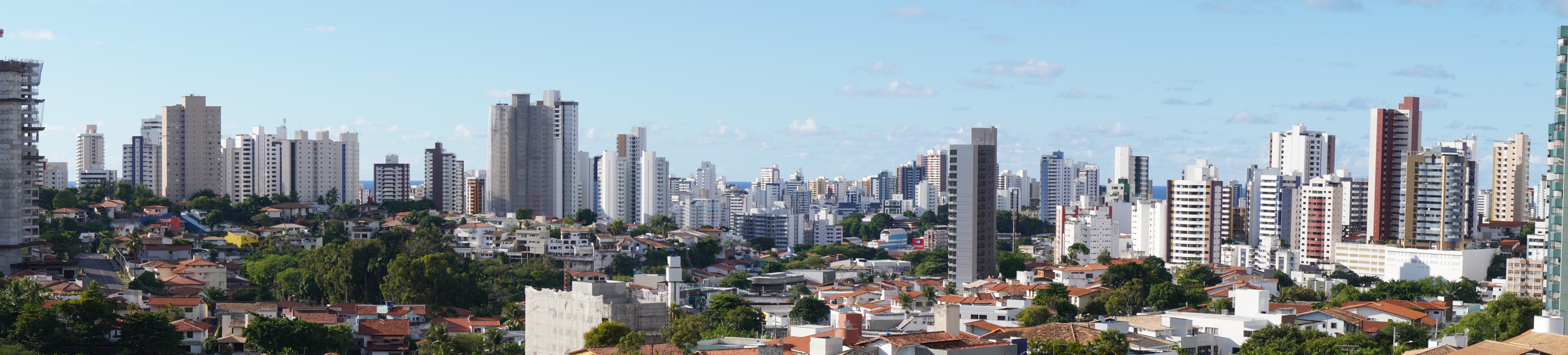
Vista panorâmica do bairro.